# 핑크 플라밍고
《핑크 플라밍고》(영어: Pink Flamingos)는 1972년 존 워터스가 연출한 미국의 블랙 코미디 호러 영화다. 이 작품은 《암컷 소동》(1974년)와 《자포자기의 삶》(1977년)과 함께 워터스가 "쓰레기 3부작"이라고 명명한 작품군의 하나이다. 이 영화는 반문화적 드래그 퀸 디바인이 밥스 존슨이라는 이름으로 살아가는 범죄자를 연기하는데, 그는 "세상에서 가장 추잡한 사람"이라는 칭호를 자랑스럽게 여긴다. 어머니 에디(이디스 매시), 아들 크래커스(대니 밀스), 동반자 코튼(메리 비비안 피어스)과 함께 이동식 주택에서 살아가던 디바인은 그의 명성을 시기하여 더러움으로 그를 능가하려 하는 범죄자 커플인 마블 부부(데이비드 로커리와 밍크 스톨)와 대립하게 된다. 등장인물들은 여러 기괴하고 노골적으로 저속한 상황에 연루되며, 1997년 재개봉 시에는 MPAA로부터 "광범위한 도착 행위를 상세히 묘사"한다는 이유로 NC-17 등급을 받았다. 이 영화는 워터스와 대부분의 출연진, 제작진이 자란 메릴랜드주 볼티모어 인근에서 촬영되었다.
"저급한 취향의 실험"이라는 태그라인을 내건 《핑크 플라밍고》는 "충격적인 요소들", 나체, 욕설, 그리고 "경박함, 배설학, 선정주의, 왜곡된 인식론의 추구"로 악명이 높다. 이 영화는 노출증, 관음증, 항문성교, 자위, 폭식, 구토, 강간, 근친상간, 살인, 동물 학대, 식인, 수간, 거세, 발 페티시즘 등 "점점 더 혐오스러워지는 장면들"을 다루며, "저 강아지는 얼마예요?"라는 노래와 함께 디바인이 개의 배설물을 먹는 장면으로 끝을 맺는다 - 내레이터 워터스는 "진짜 배설물입니다!"라고 단언한다. 이 영화는 초기 비체 예술의 대표작으로 여겨진다.
처음에는 반(半)은밀하게 상영되었던 이 영화는 영화평론가들로부터 호평을 받았으며, 여러 국가에서 상영이 금지되었음에도 불구하고 이후 수십 년간 컬트 영화로 자리매김했다. 2021년에는 "문화적, 역사적, 미학적으로 중요"하다고 인정받아 미국 의회도서관에 의해 미국 국립영화등기부에 보존 작품으로 선정되었다.

## 줄거리
악명 높은 범죄자 디바인은 "밥스 존슨"이라는 가명으로, 어머니 에디, 비행 청소년인 아들 크래커스, 그리고 여행 동반자 코튼과 함께 살고 있다. 이들은 메릴랜드주 피닉스 외곽에서 장식용 구슬과 한 쌍의 플라스틱 핑크 플라밍고 옆에 있는 이동식 주택에서 거주한다. 디바인이 타블로이드지로부터 "세상에서 가장 추잡한 인물"이라는 칭호를 얻었다는 소식을 들은 라이벌 부부 코니와 레이먼드 마블이 그의 타이틀을 빼앗으려 한다.
마블 부부는 암시장에서 아기 장사를 하고 있다. 이들은 젊은 여성들을 납치해 하인인 채닝으로 하여금 임신시킨 뒤, 그 아기들을 레즈비언 커플들에게 판매한다. 수익금은 포르노 상점과 도심의 초등학교에서 헤로인을 판매하는 딜러 네트워크 운영에 사용된다. 레이먼드는 또한 자신의 성기에 커다란 키에우바사 소시지나 칠면조 목을 매달고 여성들에게 노출한 뒤, 도망가는 여성들의 지갑을 훔치는 방식으로도 돈을 번다. 영화 후반부에서는, 레이먼드의 잠재적 표적 중 한 명인 트랜스 여성이 자신의 가슴을 노출해 그를 흥분시킨 뒤, 성기를 보여줌으로써 그의 계획을 좌절시키고 레이먼드는 충격을 받고 도망간다.
마블 부부는 스파이인 쿠키를 고용해 크래커스와 데이트를 하면서 디바인에 대한 정보를 수집하게 한다. 쿠키는 코튼이 창문을 통해 지켜보는 가운데 크래커스에게 강간당하는데, 이 과정에서 살아있는 닭이 둘 사이에서 으스러진다. 쿠키는 이후 마블 부부에게 밥스의 신원, 거처, 가족 관계, 그리고 다가오는 생일 파티에 대한 정보를 알려준다.
마블 부부는 디바인의 생일 선물로 인분이 담긴 상자를 보내며, 카드에는 "뚱보"라고 쓰여 있고 자신들이 "세상에서 가장 추잡한 사람들"이라고 선언한다. 자신의 타이틀을 빼앗길까 걱정된 디바인은 이 소포를 보낸 사람을 죽이겠다고 선언한다. 마블 부부가 자리를 비운 사이, 채닝은 코니의 옷을 입고 고용주들의 대화를 흉내 낸다. 집으로 돌아온 마블 부부는 코니의 옷을 입고 자신들을 조롱하는 채닝을 발견하고 분노하여, 그를 해고하고 "방"(옷장)에 가두어 둔다. 이들은 나중에 돌아와 채닝의 물건을 뒤져본 뒤 그를 완전히 내쫓기로 하고 나쁜 일을 하러 떠난다.
에디에게 매일 달걀을 배달하는 에그맨은 에디에 대한 사랑을 고백하고 청혼하며, 에디는 이를 받아들인다. 마블 부부는 디바인의 생일 파티를 엿보러 이동식 주택에 도착한다. 생일 선물로는 팝퍼스, 가짜 구토물, 이 샴푸, 돼지 머리, 고기 칼 등이 있다. 공연자들 중에는 뱀을 다루는 상의를 벗은 여성과 "서핀 버드" 노래에 맞춰 탈장된 항문을 리듬감 있게 움직이는 곡예사가 있다. 이 황당한 파티에 혐오감을 느낀 마블 부부는 익명으로 경찰에 신고하지만, 디바인과 손님들은 경찰들을 매복 기습하여 고기 칼로 시체를 토막 낸 뒤 먹어치운다. 그 후 에디와 에그맨은 결혼식을 올리고, 에그맨은 에디를 손수레에 태워 떠난다.
디바인과 크래커스는 마블의 집으로 가서 가구들을 핥고 문지르는데, 이로 인해 너무 흥분한 나머지 디바인이 크래커스에게 구강성교를 한다. 이들은 채닝을 발견하고 그는 풀어달라고 애원하지만, 이들은 동정심을 보이지 않고 그에게 지하실에 감금된 두 임산부를 보여주도록 강요한다. 디바인과 크래커스는 여성들을 풀어주고 큰 칼을 건네주며 묶여 있는 채닝을 처리하라고 하면서, 그들이 원하지 않으면 자신이 직접 살해하겠다고 말한다. 여성들은 칼로 채닝을 거세한다.
마블 부부는 디바인이 아끼는 이동식 주택을 완전히 불태우고, 집으로 돌아왔을 때 디바인과 크래커스가 핥아서 저주를 걸어놓은 가구들이 이들을 "거부"하여 앉으려 할 때마다 쿠션이 솟구쳐 올라 바닥으로 던져버린다. 또한 채닝이 거세로 인한 출혈로 사망했으며 두 여성이 도망쳤다는 사실을 발견한다.
불타버린 이동식 주택의 잔해를 발견한 디바인, 크래커스, 코튼은 마블의 집으로 돌아가 총으로 위협해 그들을 납치한 뒤 방화 현장으로 데려온다. 디바인은 지역 타블로이드 언론에 마블 부부의 재판과 처형을 취재하도록 연락한다. 디바인은 캥거루 법정을 열어 묶이고 재갈이 물린 마블 부부에게 "1급 바보짓"과 "쓰레기짓"이라는 죄목으로 유죄를 선고한다. 코튼과 크래커스가 사형 선고를 추천하자, 마블 부부는 나무에 묶인 채 타르와 깃털을 덮어씌워진 뒤 디바인이 쏜 총에 맞아 사망한다.
디바인, 크래커스, 코튼은 아이다호 주 보이시로 이사하기로 열정적으로 결정한다. 보도에서 배변 중인 작은 개를 발견한 디바인은 손으로 배설물을 집어 입에 넣음으로써, 워터스의 내레이션에 따르면 "세상에서 가장 추잡한 사람일 뿐만 아니라 세상에서 가장 추잡한 배우"임을 증명한다.

## 출연
- 디바인/밥스 존슨 역 디바인
- 레이먼드 마블 역 데이비드 로커리
- 코튼 역 메리 비비안 피어스
- 코니 마블 역 밍크 스톨
- 크래커스 역 대니 밀스
- 에디 역 이디스 매시
- 채닝 역 채닝 윌로이
- 쿠키 역 쿠키 뮬러
- 에그맨 역 폴 스위프트
- 수지 역 수잔 월시
- 린다 역 린다 올기어슨
- 패티 히틀러 역 팻 모란
- 내트 커잔 역 스티브 예거
- 봉고 연주자 역 조지 피그스
- 노래하는 항문 역 데이비드 글럭
- 레이먼드를 충격에 빠뜨린 트랜스 여성 역 엘리자베스 코피
- 파티 연주자 역 빈스 페라니오
- 파티 손님 역 밴 스미스
- 에타 역 팻 르페이버
- 멀 역 재클린 자이델(재키 사이델로 크레딧)
- 내레이터 미스터 제이 역 존 워터스(크레딧에 미포함)

## 제작

### 기획
디바인의 친구 밥 애덤스는 메릴랜드 주 피닉스의 이동식 주택 세트장을 "히피 공동체"라고 표현했으며, 그들의 생활 공간이 온수도 없는 농가였다고 전했다. 애덤스는 결국 디바인과 밴 스미스가 볼티모어의 수잔 로우 집에서 숙박하기로 결정했고, 잭 월시가 세트장으로 운전해 가기 전 새벽에 일어나 디바인의 메이크업을 했다고 덧붙였다. "때로는 디비가 잭이 뒤에서 차를 몰고 나올 때까지 드랙 차림 그대로 밖에서 기다려야 했는데, 출근길에 지나가던 블루칼라 노동자들을 태운 차들이 그를 뚫어지게 쳐다보느라 거의 인도까지 올라갈 뻔했다"고 애덤스는 말했다.
디바인의 어머니 프란시스는 후에 아들이 "값비싼 옷과 가구, 음식을 좋아하는" 성향을 고려할 때 세트장의 "비참한 환경"을 견뎌낸 것이 놀랍다고 말했다.
존 워터스는 한 인터뷰에서 "이 영화를 쓸 때는 약에 취해 있었지만, 촬영할 때는 취하지 않았다"고 말했다.

### 촬영
주요 촬영은 1971년 10월 1일에 시작하여 1972년 1월 12일에 끝났다. 단 1만 2천 달러의 예산으로 촬영된 《핑크 플라밍고》는 케네스 앵거, 앤디 워홀, 마이크와 조지 쿠차르 형제와 같은 뉴욕 언더그라운드 영화 제작자들에게서 영감을 받은 워터스의 저예산 영화 제작 방식을 보여주는 예시다. 스타일적으로는 "클래식한 50년대 로큰롤 키치"와 함께 "과장된 항구 무도회장의 드랙쇼 화려함과 광대짓"에서 영감을 받았다. 실내용 페인트와 메이크업을 과다하게 사용해 만들어낸 "수제 테크니컬러" 외관으로 특징지어지는 워터스의 독특한 스타일은 프로비던스의 미술 학생들에 의해 "볼티모어 미학"이라고 불렸다.

### 후반 작업
워터스의 거친 편집은 쇼트 간 사운드 지연 외에도 "무작위적인 욜-피터 위트킨풍의 긁힘과 스탠 브랙히지의 나방 날개 같은 먼지 자국"을 영화에 더했다. 워터스는 아르만도 보의 1969년 아르헨티나 영화 《푸에고》가 《핑크 플라밍고》뿐만 아니라 자신의 다른 영화들에도 영향을 주었다고 밝혔다. "내 영화들을 보면 《푸에고》가 얼마나 큰 영향을 미쳤는지 알 수 있다. 내가 얼마나 많이 훔쳤는지 잊고 있었다... 《푸에고》에서 이사벨의 메이크업과 헤어스타일을 보라. 《암컷 소동》에서 디바인이 연기한 던 대븐포트는 체구만 더 클 뿐 그녀와 똑같은 쌍둥이일 수 있다. 이사벨, 당신은 우리 모두에게 값싼 과시주의와 과장된 성적 욕망, 그리고 영화계의 모든 저급한 것들에 대한 사랑을 불어넣어주었다."

### 음악
이 영화는 1950년대 후반과 1960년대 초반의 B사이드 싱글과 몇몇 히트곡을 주로 사용했는데, 이 노래들은 워터스의 레코드 컬렉션에서 가져온 것으로 저작권을 획득하지 않은 상태였다. 저작권을 획득한 후에는 1997년 영화의 25주년 기념 DVD 출시와 함께 사운드트랙 CD가 발매되었다.
1. "The Swag" – 링크 레이 앤 히스 레이 맨
2. "Intoxica" – 더 센츄리언스
3. "Jim Dandy" – 라번 베이커
4. "I'm Not a Juvenile Delinquent" – 프랭키 라이먼 앤 더 티네이저스
5. "The Girl Can't Help It" – 리틀 리처드
6. "Ooh! Look-a-There, Ain't She Pretty?" – 빌 헤일리 & 히스 코멧츠
7. "Chicken Grabber" – 더 나이트호크스
8. "Happy, Happy Birthday Baby" – 더 튠 위버스
9. "Pink Champagne" – 더 타이론스
10. "Surfin' Bird" – 더 트래시맨
11. "Riot in Cell Block #9" – 더 로빈스
12. "(How Much is) That Doggie in the Window" – 패티 페이지

"Happy, Happy Birthday Baby"는 원래 버전에 사용되었던 더 크레스츠의 "Sixteen Candles"를 대체하는 곡으로, 해당 곡의 사용 허가를 얻지 못했기 때문이다.

## 평가
리뷰 집계 사이트 로튼 토마토에서 이 영화는 50개의 평론을 기준으로 84%의 지지율을 기록했으며, 평균 평점은 7.3/10이다. 해당 사이트의 평론가 합의는 "웃기면서도 충격적인 《핑크 플라밍고》는 오락성과 충격성을 동시에 보여주는 위반적인 캠프다"라고 평했다. 가중 평균을 사용하는 메타크리틱은 10명의 평론가를 기준으로 100점 만점에 47점을 부여했으며, 이는 "복합적이거나 평균적인" 평가를 의미한다. 영국 다큐멘터리 시리즈 《마크 커모드의 영화의 비밀》의 "컬트 영화" 에피소드에서 커모드는 "《핑크 플라밍고》는 내가 십대였을 때 이스트 핀철리의 피닉스 극장에서 심야 2편 연속 상영으로 처음 보다가 중간에 나온 극히 드문 영화 중 하나"라고 털어놓았다. 로저 이버트는 1997년 개봉 25주년을 맞아 리뷰를 쓸 때 0점을 주었는데(그와 진 시스켈은 TV 프로그램에서 이 영화를 리뷰하지 않았다), 《핑크 플라밍고》를 영화라기보다는 대상이자 호기심거리로 보았기에 "별점을 매기는 것이 적절하지 않아 보인다"고 설명했다.
워터스가 영감을 받은 언더그라운드 영화들이 스톤월 이전의 퀴어들에게 공동체 의식을 제공했듯이, 이 영화는 LGBT 커뮤니티로부터 널리 찬사를 받았으며 "초기 게이 선동 영화 제작"으로 묘사되었다. 이는 퀴어 이론가들 사이에서의 만장일치적 인기와 함께, 이 영화가 "역사상 가장 중요한 퀴어 영화"로 여겨지게 했다. 《핑크 플라밍고》는 또한 펑크 문화의 중요한 선구자로 간주된다.
워터스가 《몬도 트라쇼》와 《멀티플 매니악》과 같은 비슷한 영화들을 발표했음에도, 국제적 주목을 받은 것은 《핑크 플라밍고》였다. 다른 언더그라운드 영화들처럼, 이 영화는 심야 영화 상영의 인기 상승에 기여했고, 뉴욕시에서 95주, 로스앤젤레스에서 10년 연속 상영될 정도로 헌신적인 컬트 팬층을 형성했다. 개봉 25주년을 맞아 1997년에 재개봉되었을 때는 워터스의 영화 후 해설이 추가되어 삭제 장면들을 소개하고 논의했으며, 15분의 분량이 추가되었다. 미국의 "뉴 퀴어 시네마" 감독 거스 밴 산트는 이 영화를 "《국가의 탄생》, 《닥터 스트레인지러브》, 《붐!》과 어깨를 나란히 하는 절대적인 미국 영화의 고전"이라고 평했다. 미국 국회도서관은 2021년 12월 《핑크 플라밍고》를 국립영화등록부에 등재했다.

## 영향

### 디바인
영화의 마지막 장면은 특히 악명이 높은데, 밥스가 신선한 개의 배설물을 먹는 장면이 포함되어 있다. 디바인이 후에 한 기자에게 말했듯이, "그 장면을 찍기 위해 3시간 동안 그 개의 항문만 쫓아다녔다"며 개가 배변하기를 기다렸다고 한다. 평상시 모습으로 진행된 인터뷰에서 해리스 밀스테드는 응급실 간호사에게 전화를 걸어 자신의 아이가 개의 배설물을 먹었다고 거짓말을 하면서 혹시 있을 수 있는 해로운 영향에 대해 문의했다고 밝혔다(해로운 영향은 없었다). 이 장면은 디바인의 연기 경력에서 가장 주목할 만한 순간 중 하나가 되었고, 그는 후에 "내가 늘 그런 짓을 하고 다닌다고 생각하는 것"에 대해 불평했다. "개 배설물이 담긴 상자들을 받았는데 플라스틱 모형이었다. 사람들이 그것이 내가 이야기하고 싶어 하는 주제라고 생각해서 파티에 가면 개 배설물 얘기만 하며 앉아 있었다"고 했다. 실제로 그는 자신이 배설물 애호가가 아니며 단지 "대본에 있었기 때문에" 그 한 번만 먹었다고 말했다.
디바인은 어머니 프란시스 밀스테드에게 이 영화를 보지 말아달라고 요청했고, 그의 어머니는 이를 따랐다. 그가 사망하기 몇 년 전, 프란시스가 영화에서 정말로 개의 배설물을 먹었는지 물었을 때 그는 "파란 눈에 장난기를 띠며 나를 바라보면서 웃더니 '엄마, 요즘은 특수 촬영으로 무슨 일이든 할 수 있다는 걸 믿지 못하실 거예요'라고 말했다"고 한다.

## 같이 보기
- 금지 영화 목록

## 주해
1. ↑  《핑크 플라밍고》는 코미디, 캠프, 포스트모던 엑스플로이테이션 영화로 다양하게 분류되어 왔다.

### 서지
- Jay, Bernard (1993). 《Not Simply Divine!》. London: Virgin Books. ISBN 0-86369-740-2.
- Milstead, Frances; Heffernan, Kevin; Yeager, Steve (2001). 《My Son Divine》. Los Angeles and New York: Alyson Books. ISBN 978-1-55583-594-1.